# Yawata Iron & Steel Soccer Club 1965
Questa voce raccoglie le informazioni riguardanti lo Yawata Iron & Steel Soccer Club nelle competizioni ufficiali della stagione 1965.

## Stagione
Grazie alla vittoria in All Japan Business Football Championship, lo Yawata Steel ottenne l'invito a partecipare alla neocostituita Japan Soccer League: schierando una rosa che includeva numerosi elementi che avevano partecipato alle Olimpiadi di Tokyo (tra cui Kami, Watanabe e Miyamoto), la squadra perse un solo punto nella prima parte del torneo chiudendo in testa. Anche nella seconda parte del campionato la squadra confermò il proprio rendimento, ma subì il sorpasso da parte del Toyo Kogyo, che inflisse allo Yawata Steel l'unica e decisiva sconfitta del campionato.
Il secondo posto finale diede allo Yawata Steel la possibilità di accedere alla Coppa dell'Imperatore. Dopo aver sconfitto le squadre degli studenti delle università Meiji e di Waseda, lo Yawata Steel dovette nuovamente affrontare il Toyo Kogyo in una gara decisiva per l'assegnazione di un trofeo: anche in questo caso la squadra fu sconfitta dagli avversari con lo stesso risultato (3-2) del match decisivo per il verdetto del campionato.

## Maglie e sponsor
Durante la stagione, la squadra fece uso di semplici maglie di colore granata, senza alcuno stemma.
| Manica sinistra · Maglietta · Manica destra · Pantaloncini · Calzettoni |

## Rosa
| N. |                     | Ruolo | Calciatore        |
| -- | ------------------- | ----- | ----------------- |
|    | Giappone (bandiera) | P     | Masahiro Hamazaki |
|    | Giappone (bandiera) | D     | Masayuki Mukoyama |
|    | Giappone (bandiera) | D     | Hisao Kami        |
|    | Giappone (bandiera) | D     | Kiyoshi Tomizawa  |
|    | Giappone (bandiera) | D     | Masafumi Hara     |
|    | Giappone (bandiera) | C     | Nobuyuki Ōishi    |
|    | Giappone (bandiera) | C     | Teruki Miyamoto   |
|    | Giappone (bandiera) | C     | Masaru Fujio      |
|    | Giappone (bandiera) | C     | Akinori Sugimura  |

| N. |                     | Ruolo | Calciatore       |
| -- | ------------------- | ----- | ---------------- |
|    | Giappone (bandiera) | A     | Yoshimasa Suda   |
|    | Giappone (bandiera) | A     | Masashi Watanabe |
|    | Giappone (bandiera) | A     | Hiroshi Saeki    |
|    | Giappone (bandiera) | A     | Hiroki Oride     |
|    | Giappone (bandiera) | A     | Tsutomu Kanda    |
|    | Giappone (bandiera) |       | Hisao Kaneko     |
|    | Giappone (bandiera) |       | Akimasa Murayama |
|    | Giappone (bandiera) |       | Kazuya Tokuda    |

## Statistiche

### Statistiche di squadra
| Competizione          | Punti | Totale | Totale | Totale | Totale | Totale | Totale | DR  |
| Competizione          | Punti | G      | V      | N      | P      | Gf     | Gs     | DR  |
| --------------------- | ----- | ------ | ------ | ------ | ------ | ------ | ------ | --- |
| Japan Soccer League   | 24    | 14     | 11     | 2      | 1      | 40     | 14     | +26 |
| Coppa dell'Imperatore | -     | 3      | 2      | 0      | 1      | 10     | 4      | +6  |
| Totale                | -     | 17     | 13     | 2      | 2      | 50     | 18     | +32 |